# Alexandr Černych
Alexandr Alexandrovič Černych (rusky Александр Александрович Черных, * 12. září 1965 ve Voskresensku, SSSR) je bývalý ruský hokejový útočník.
Jeho kariéru ukončila v létě 1989 vážná zranění způsobená autonehodou ve věku 24 let.

## Reprezentace
Reprezentoval Sovětský svaz. S týmem do 18 let získal zlato na juniorském mistrovství Evropy 1983 v Norsku. Za výběr do 20 let absolvoval tři juniorská mistrovství světa – 1983 v SSSR, 1984 ve Švédsku (oboje zlato) a 1985 ve Finsku (bronz).
V dresu reprezentace debutoval 29.10.1987 v Praze v přátelském utkání proti domácímu ČSSR (4:2). Zúčastnil se olympijského turnaje 1988 v Calgary a mistrovství světa 1989 ve Švédsku (oba turnaje zlato). Po mistrovství už se v reprezentaci neobjevil, celkem sehrál 45 utkání a vstřelil 12 branek.

### Reprezentační statistiky
| 1983 | SSSR 20 | MS 20 | 7 | 1 | 0 | 1  | 0  |
| 1983 | SSSR 18 | ME 18 | 4 | 3 | 9 | 12 | 23 |
| 1984 | SSSR 20 | MS 20 | 7 | 7 | 7 | 14 | 12 |
| 1985 | SSSR 20 | MS 20 | 7 | 6 | 2 | 8  | 10 |
| 1988 | SSSR    | OH    | 8 | 2 | 2 | 4  | 4  |
| 1989 | SSSR    | MS    | 7 | 0 | 1 | 1  | 8  |

## Kariéra
Odchovanec klubu Chimik Voskresensk debutoval za mateřský klub v nejvyšší sovětské soutěži v sezoně 1981/82. V letech 1985–87 působil v HC CSKA Moskva, ovšem odehrál pouze 10 utkání, nastupoval spíše za druholigový spřízněný klub SKA MVO Kalinin. V roce 1987 se vrátil do mateřského Chimiku, za který nastupoval až do osudné autonehody (viz výše).

## Klubové statistiky
| Sezona      | Klub               | Soutěž      | Základní část | Základní část | Základní část | Základní část | Základní část |
| Sezona      | Klub               | Soutěž      | Z             | G             | A             | B             | TM            |
| ----------- | ------------------ | ----------- | ------------- | ------------- | ------------- | ------------- | ------------- |
| 1981/82     | Chimik Voskresensk | SSSR        | 1             | 0             | 0             | 0             | 0             |
| 1982/83     | Chimik Voskresensk | SSSR        | 46            | 12            | 5             | 17            | 26            |
| 1983/84     | Chimik Voskresensk | SSSR        | 44            | 12            | 5             | 17            | 32            |
| 1984/85     | Chimik Voskresensk | SSSR        | 48            | 9             | 10            | 19            | 32            |
| 1985/86     | CSKA Moskva        | SSSR        | 10            | 3             | 3             | 6             | 6             |
|             | SKA MVO Kalinin    | SSSR-2      | 34            | 29            | 16            | 45            | 59            |
| 1986/87     | SKA MVO Kalinin    | SSSR-2      | 57            | 32            | 30            | 62            | 52            |
| 1987/88     | Chimik Voskresensk | SSSR        | 41            | 14            | 15            | 29            | 34            |
| 1988/89     | Chimik Voskresensk | SSSR        | 41            | 9             | 12            | 21            | 32            |
| Celkem SSSR | Celkem SSSR        | Celkem SSSR | 231           | 59            | 50            | 109           | 162           |

## Zajímavost
Syn Dmitrij hraje rovněž hokej, momentálně působí ve VHL.